# Cardoria scutellata
Cardoria scutellata (Synonym: Phytoecia scutellata) ist ein Käfer aus der Familie der Bockkäfer und der Unterfamilie der Weberböcke.

## Bemerkungen zum Namen und Taxonomie
Die Art wurde 1781 von Fabricius erstmals als Leptura scutellata beschrieben. Die Art ist unter Nr. 10 als Leptura nigra, scutello alba (lat. schwarze Leptura, Schildchen weiß) beschrieben. Dadurch ist der Artname scutellata erklärt. Er bezieht sich auf das auffallend weiß gefärbte Schildchen (Scutellum) an der Basis der Flügeldecken (Abb. 6).
1792 ordnet Fabricius die Art als Saperda scutellata in die Gattung Saperda ein. Im Folgenden stellen verschiedene Autoren die Art zur Gattung Phytoecia. Auch Mulsant führt die Art 1862 in der Gattung Phytoecia, trennt diese aber gleichzeitig auf. Die Art scutellata definiert die neue Gattung Cardoria (nach Gattungsname (altgr. καρδία kardía Herz, weil der Halsschild vor der Mitte erweitert, am Grunde stark verengt ist)). Kraatz bestätigt den Status von Cardoria als Gattung.
Die Gattung Cardoria enthält nur die Art Cardoria scutellata.

## Merkmale des Käfers
Der besonders beim Weibchen walzenförmige Körper ist schwarz und anliegend weißgrau behaart. Er erreicht eine Länge von 7 bis 14 Millimeter. Der Halsschild, die Flügeldecken, Beine und Fühler können auch teilweise oder ganz rotbraun sein.
Der Kopf ist senkrecht zur Körperachse nach unten geneigt. Die Mandibeln enden mit nur einem Zahn.  Die Facettenaugen sind durch die Fühlerbasis tief ausgerandet, aber nicht zweigeteilt (Abb. 5). Die elfgliedrigen fadenförmigen Fühler sind sehr robust gebaut und erreichen das Körperende nicht. Das erste Fühlerglied weist auf der Außenseite eine erhabene Längskante auf (Abb. 4 und Abb. 2).
Der gewöhnlich schwarze Halsschild ist gelegentlich oben auch rotbraun. Ein kleiner Fleck vor dem Schildchen ist wie das Schildchen selbst dicht weiß behaart (Abb. 6).
Die schmalen Flügeldecken sind einheitlich tomentiert. Sie verjüngen sich nach hinten beim Männchen deutlich, beim Weibchen kaum.
Der Hinterleib ist relativ kurz, von unten betrachtet kürzer als der restliche Körper (Abb. 3). Die Beine sind kurz und robust. Die fünfgliedrigen Tarsen erscheinen viergliedrig (pseudotetramer), da das vierte Glied sehr klein und zwischen den Lappen des dritten Gliedes versteckt ist. Das erste Glied der Hintertarsen ist kürzer als die beiden folgenden zusammen.
| Abb. 1: Seitenansicht Abb. 2: Vorderansicht Abb. 3: Unterseite | Abb. 4: 1. Fühlerglied Abb. 5: Auge Abb. 6: Schildchen (rechts) |

## Biologie
Die wärmeliebende Art findet man auf Gräsern und Kräutern, häufig auf dem Frühlings-Adonisröschen und Reseda-arten, gelegentlich auch unter Steinen. Bevorzugt werden sonnige Waldwiesen, Steppenheide und auf nach Süden ausgerichteten unbewaldeten Hängen.
Die Larve entwickelt sich in offenem begrasten Gelände. Für die Entwicklung benötigt sie ein Jahr. Als Wirtspflanze wird die Gemeine Sichelmöhre angegeben. Der adulte Käfer erscheint in Mitteleuropa von April bis Juni.

## Verbreitung
Das Verbreitungsgebiet zieht sich von Österreich, über Ungarn, Slowakei, Tschechien, Rumänien bis Kleinasien, auf dem Kaukasus bis Armenien.